# Бджоляр (фільм)
«Бджоляр» (англ. The Beekeeper) — американський бойовик режисера Девіда Еєра за сценарієм Курта Віммера. У головних ролях знялися Джейсон Стейтем, Джеремі Айронс, Еммі Рейвер-Лемпман та Джош Гатчерсон.
Фільм «Бджоляр» вийшов на екрани США 12 січня 2024 року на студії Amazon MGM під лейблом Metro-Goldwyn-Mayer Pictures. Фільм зібрав 106 мільйонів доларів по всьому світу і отримав змішані відгуки від критиків: одні «хвалили його високооктановий екшн і цікавий сюжет, а інші [вважали] його нудним і шаблонним».

## Сюжет
Учасники надсекретного урядового проєкту «Бджолярі» призвані стежити з боку за адекватністю державної системи США та втручатися із застосуванням силових методів, якщо навіть найвищі чиновники шкодять суспільному ладу. Один з агентів-«бджолярів» Адам Клей, який вийшов на пенсію і справді займається бджільництвом, веде тихе провінційне життя, допомагаючи сусідам. Але все руйнується, коли кіберзлочинці обкрадають його сусідку, колишню шкільну вчительку Елоїзу Паркер, вичищаючи під нуль її благодійний фонд. Не витримавши такого удару, Елоїза покінчає життя самогубством.
Дочка Елоїзи, спеціальний агент ФБР Верона Паркер, говорить Клею, що за законом неможливо притягти шахраїв до відповідальності, і містер Клей вирішує власноруч покарати негідників. Проте шахрайський «кол-центр» має серйозних покровителів, які наказують покарати бджоляра, не знаючи, що цей непримітний чоловік — натренований професійний оперативник із багаторічним бойовим досвідом.
Попри те, що зв'язки шахраїв ведуть на самий верх державного апарату США, Адам Клей вирішує не зупинятися та привести до ладу «вулик», матка якого народжує «дефективних бджіл».

## У ролях
| Актор               | Роль                            |
| ------------------- | ------------------------------- |
| Джейсон Стейтем     | Адам Клей бджоляр               |
| Еммі Рейвер-Лемпман | Верона Паркер агент ФБР         |
| Боббі Надері        | Метт Вілі агент ФБР             |
| Джош Гатчерсон      | Дерек Данфорт                   |
| Джеремі Айронс      | Воллес Вествілд ексдиректор ЦРУ |
| Девід Віттс         | Воллес Гарнетт                  |
| Міхаель Епп         | Петтіс                          |
| Тейлор Джеймс       | Лазарус                         |
| Філісія Рашад       | Елоїза Паркер                   |
| Джемма Редґрейв     | Джессіка Данфорт президент США  |
| Мінні Драйвер       | Джанет Гарвард директор ЦРУ     |
| Дон Жиле            | Пріґ заступник директора ЦРУ    |

### Український дубляж
Фільм дубльований студією ААА-Sound у 2024 році на замовлення компанії Kinomania. Переклад Олексія Зражевського, режисер дубляжу Олександр Єфімов, звукорежисер перезапису Дмитро Мялковський.
Ролі дублювали: Роман Чорний, Катерина Брайковська, Євген Лісничий, Дмитро Завадський, Павло Скороходько, Петро Сова, Ольга Редчук, Дмитро Гаврилов, Антоніна Хижняк, Андрій Альохін, Олена Узлюк, Роман Солошенко, Марія Кокшайкіна, Анастасія Павленко, Кирило Татарченко та інші.

## Виробництво
У серпні 2021 року було оголошено, що Джейсон Стейтем зніметься у фільмі для Miramax, а також виступить продюсером. У травні 2022 року Девід Еєр підписав контракт на режисерську роботу.
Зйомки розпочалися у вересні 2022 року у Великій Британії. У жовтні зйомки проходили у Тайрингемі, графство Бакінгемшир. Зйомки завершилися в грудні того ж року.

## Випуск
Фільм розповсюджувався Metro-Goldwyn-Mayer у Сполучених Штатах і Sky Cinema у Великій Британії. Прокат в Україні — з 11 січня по 7 лютого 2024 року.

## Сприйняття

### Касові збори
Станом на 30 січня 2024 року The Beekeeper зібрав $43 млн у США та Канаді та $61,9 млн на інших територіях, що становить у всьому світі 104,9 мільйона доларів.
У Сполучених Штатах і Канаді «Бджоляр» вийшов разом із «Крутими дівчатами» та «Книгою Кларенса» і, за прогнозами, зібрав 17–19 мільйонів доларів у 3303 кінотеатрах у перші вихідні. У перший день він заробив $6,7 млн, у тому числі $2,4 млн від попереднього перегляду ввечері в четвер. Згодом він дебютував із $16,6 млн, посівши друге місце після «Зіпсованих дівчисьок». Фільм заробив 8,5 мільйонів доларів за другий вікенд і 6,7 мільйона доларів за третій вікенд, залишившись на другому місці за касовими зборами.

### Реакція критиків
Станом на 1 лютого 2024 року, на вебсайті агрегатора рецензій Rotten Tomatoes 69 % зі 160 відгуків критиків є позитивними із середньою оцінкою 5,9/10. Консенсус вебсайту виголошує: «Веселий невимогливий і приємно ретроградний, „Бджоляр“ доводить, що коли справа доходить до роздачі правосуддя в бойовиках, Стейтем не втратив жала». Metacritic, який використовує середньозважену оцінку, поставив фільму 54 бали зі 100 на основі 37 критиків, вказуючи на «змішані або середні» відгуки. Аудиторія, опитана CinemaScore, поставила фільму середню оцінку «B+» за шкалою від A+ до F, тоді як глядачі, опитані PostTrak, дали 84 % загальних позитивних оцінок, причому 63 % сказали, що вони однозначно рекомендують фільм.
У рецензії у британській газеті «Ґардіан» говориться, що сцени, які не пов'язані зі зйомками, поспішають, а Рашад і Драйвер недостатньо використані, і описує це як «тверду новорічну роботу з низькими ставками та середньою винагородою». Метт Цоллер Зайтц (сайт Роджера Еберта), високо оцінюючи різні аспекти фільму, включно з набором лиходіїв, висловив жаль: «Дуже шкода, що „Бджоляр“ не є справедливим треш-шедевром, на який він постійно погрожує перетворитися».

## Сиквел
В лютому 2025 року було анонсовано продовження фільму, режисером якого буде Тімо Тяг'янто.